# Viticoltura in Israele

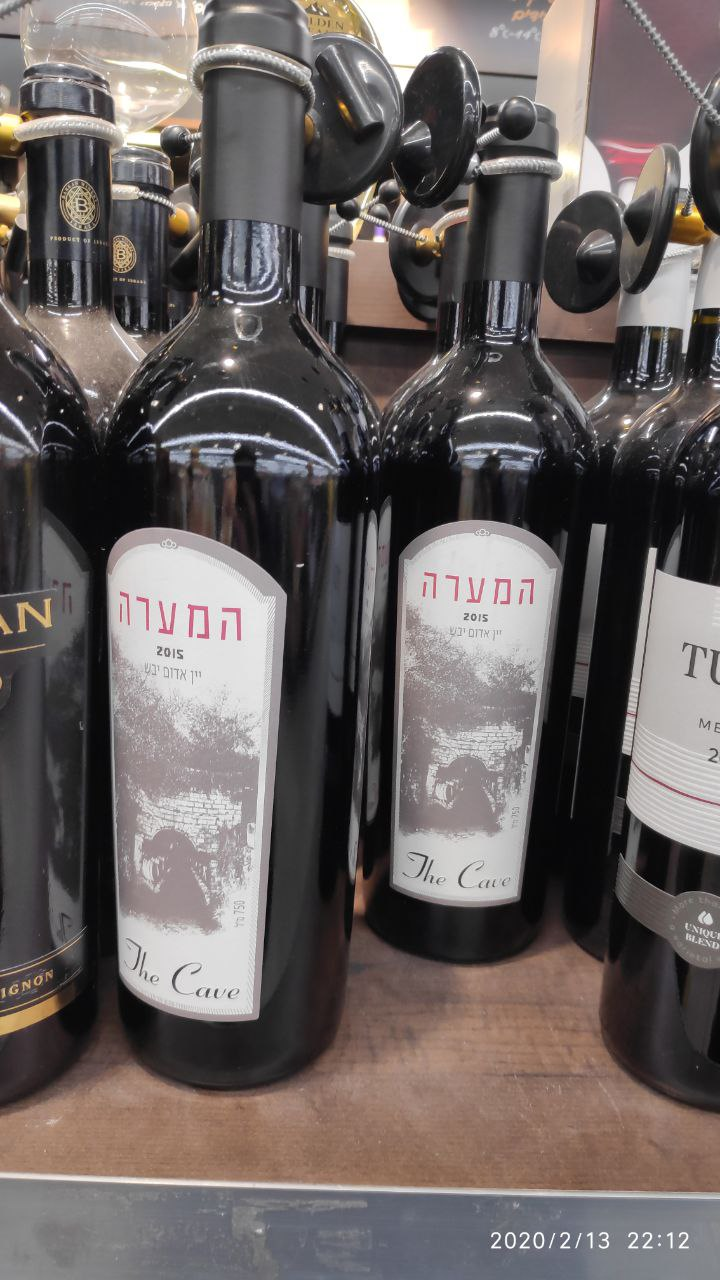
Vino israeliano (2020)

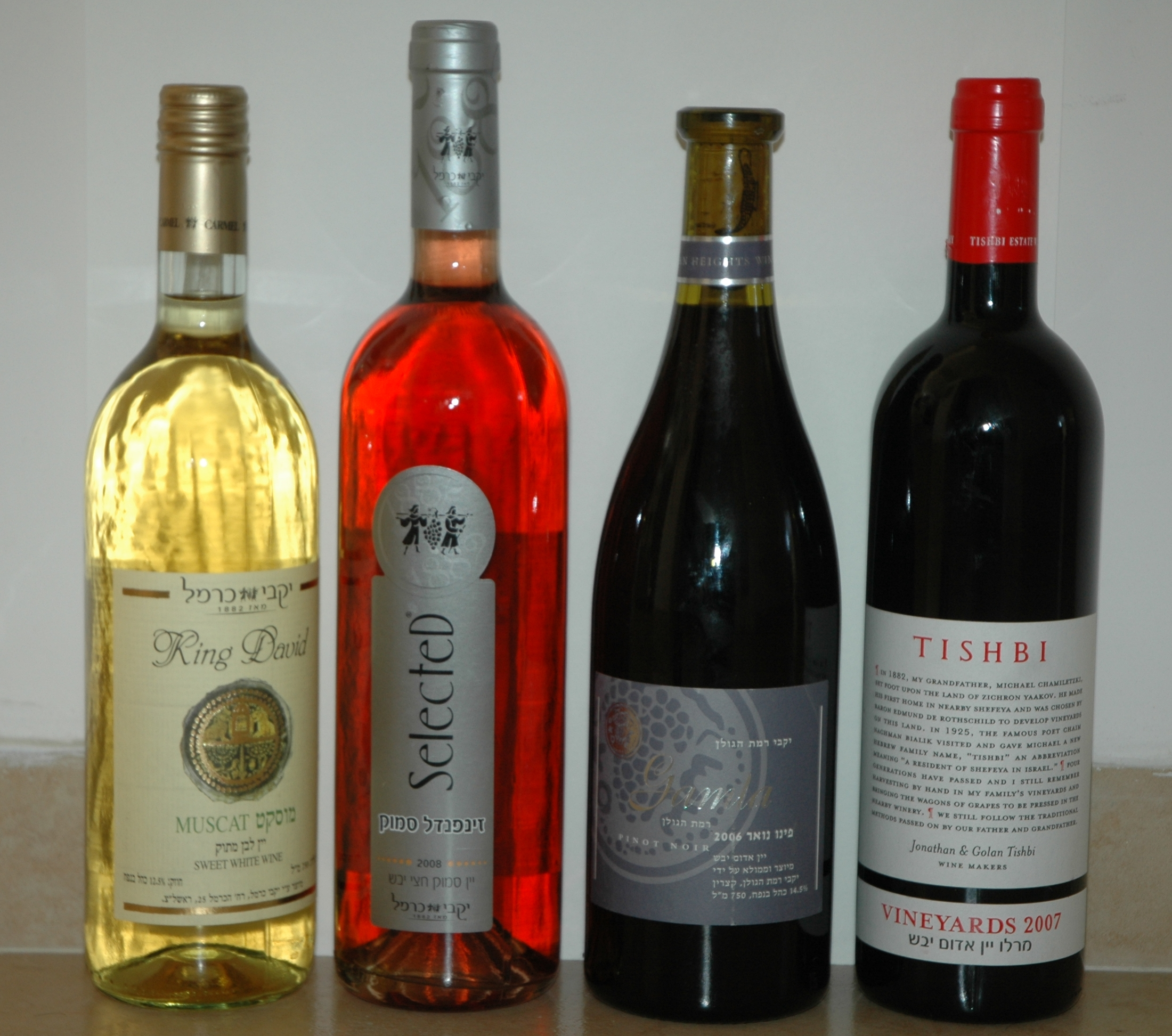
Vini israeliani

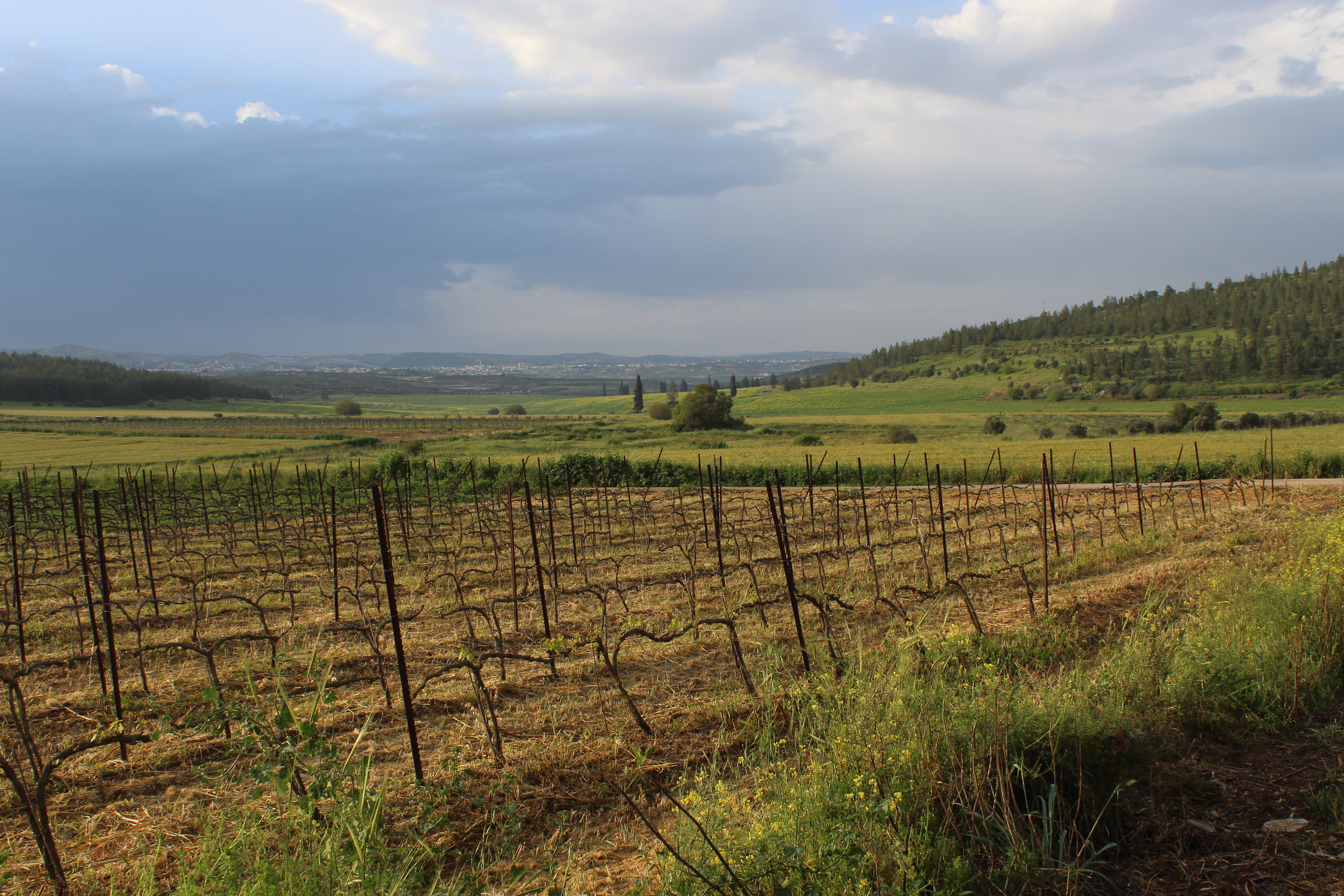
Vigneto nella Valle di Elah

Il Vino israeliano è prodotto da centinaia di cantine, che variano da piccole imprese artigianali a grandi aziende producendo oltre 10 milioni di bottiglie all'anno.
Nel 2011 il vino esportato ha superato un fatturato di oltre 26,7 milioni di dollari statunitensi..

## Varietà d'uva
Durante i secoli del dominio islamico la produzione d'alcool era bandita in accordo alle leggi sulla dieta islamica.
Gli antichi vigneti che erano coltivati nel paese non venivano usati per la produzione di vino ma solo per il consumo dell'uva.
Il geografo arabo al-Muqaddasi (985 D.C.) scrisse che, ai suoi tempi le migliori uve della Palestina venivano dalle specie conosciute come ʻAinūnī e Durī, praparate con uve coltivate a Bayt ʻAinūn e Dura, che si trovano rispettivamente a nord-est e a sud-est di Hebron..
Durante l'insediamento europeo nella seconda metà del XIX secolo, i nomi delle varietà d'uva coltivati dagli arabi erano: Hevroni, Dabouki, Marawi, Halbani, Sharwishi, Hamdani, Jandali tra quelle a bacca bianca mentre Zeitani, Karkashani, Razaki, Karashi, Baladi per l'uva rossa. La maggior parte erano coltivate a Betlemme o Hebron.
Queste varietà venivano vendute alle poche cantine ebraiche che esistevano al tempo.
Oggi l'industria del vino produce principalmente uva di varietà francese importate alla fine del XIX secolo. Tra le varietà più piantate ci sono: Cabernet Sauvignon, Chardonnay, Merlot e Sauvignon blanc. Di recente sono incrementate in popolarità Cabernet Franc, Gewurztraminer, Muscat Canelli, Riesling e Syrah. Altre varietà piantate in misura significativa sono: Emerald Riesling, Muscat of Alexandria e l'incrocio Argaman.